# Heißwasserbereiter

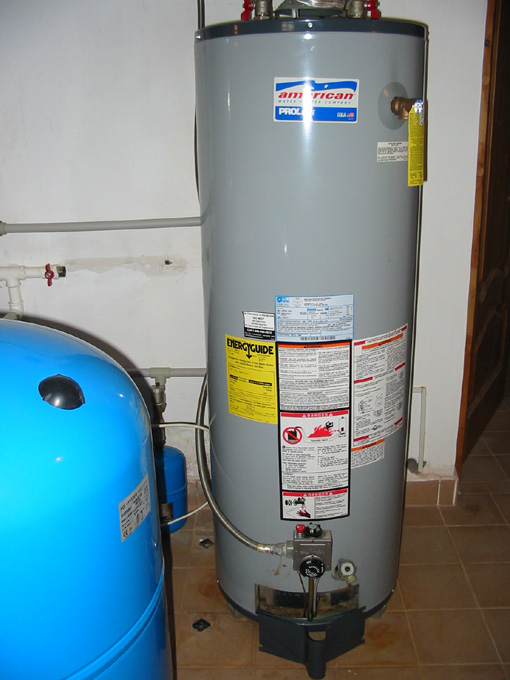
Einfacher, brenngasbetriebener Warmwasserbereiter für Warmwasser um 60 °C, bei dem sich der Brennraum, ebenso wie beim klassischen Badeofen im Inneren des Behälters befindet.

Ein Speichererhitzer, Speicherwassererwärmer, Warmwasserspeicher etc., oft auch nur kurz Speicher (Hängespeicher, Kleinspeicher, Unter-Tisch-Speicher etc.), ist ein Wärmespeicher zur Erzeugung und Bereitstellung von erwärmtem Brauch- oder Trinkwasser, typischerweise im Temperaturbereich zwischen 50 und 100 °C. Speicher sind ständig gefüllt und sollten über eine Wärmedämmung verfügen, deren Effizienz wird in Energieeffizienzklassen (EEK) unterteilt im Energielabel dargestellt.
Demgegenüber werden Boiler (engl. to boil = kochen) wie wandhängende Kochendwassergeräte und Badeöfen in der Regel erst kurz vor der Warmwasserentnahme beheizt und benötigen deshalb keine Wärmedämmung.
Die in kurzer Zeit entnehmbare Warmwassermenge hängt vorrangig von der Speichergröße und Speichertemperatur ab, während die Anschlussleistung über die dauerhaft entnehmbare Wassermenge entscheidet.
Die Bezeichnung „Heißwasserbereiter“ ist für das beschriebene Gerät gebräuchlich, obwohl ein Heißwasserbereiter kein Heißwasser im definierten Sinne bereitstellt.

## Begriffe und Varianten

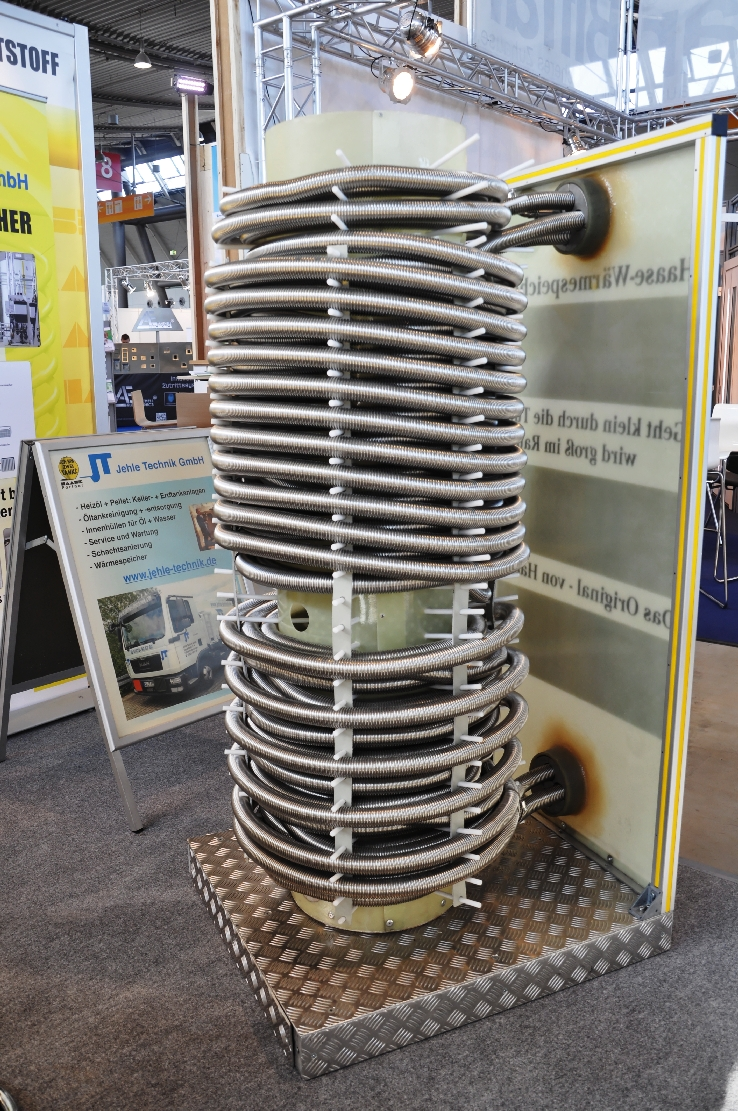
Das Innere eines Tanks mit Wärmespiralen aus Edelstahl-Wellschlauch

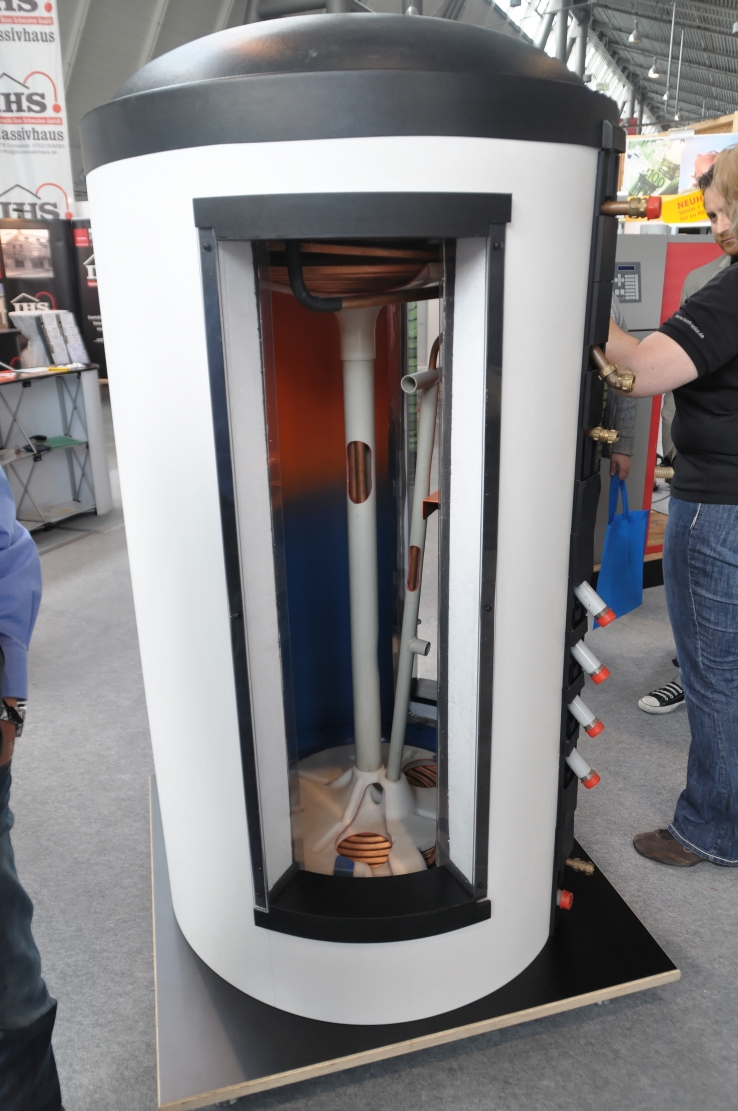
Schnitt durch einen Wärmespeicher. Die thermische Schichtung ist durch die rot-blaue Lackierung farblich dargestellt.

Im Gegensatz zu den hier behandelten Wärmespeichern dient ein Pufferspeicher nicht zur direkten Entnahme von erwärmtem (Trink-)Wasser, sondern zur Zwischenspeicherung von Wärmeenergie in geschlossenen Kreisläufen, etwa in der Heiztechnik.
Ein Saisonalspeicher ist ein Pufferspeicher, der so groß angelegt ist, dass er Wärmeenergie über Monate hinweg speichern kann.
Pufferspeicher, die einen integrierten Wärmetauscher zur direkten Entnahme von erwärmten Wasser enthalten, und somit zugleich auch als Warmwasserspeicher dienen, werden meist als Kombi-Wasserspeicher oder Hygiene-Speicher bezeichnet.
Die Bezeichnungen Heißwasser(auf)bereiter und Warmwasser(auf)bereiter sind nicht eindeutig. Sie können verschiedene Systeme zur Warmwasserbereitung bezeichnen.
Bezeichnungen wie Speicher, Warmwasserspeicher, Hängespeicher, Kleinspeicher, Unter-Tisch-Speicher lässt sich nicht entnehmen, dass diese Geräte das Wasser häufig nicht nur speichern, sondern auch erwärmen können. Zur elektrischen Beheizung ist hierfür lediglich ein Heizstab erforderlich.

Die vergleichsweise treffende Bezeichnung Speichererhitzer ist dagegen bei Herstellern und im Handel kaum gebräuchlich.

Erfolgt die Beheizung durch Gas, so wird dies demgegenüber stets kenntlich gemacht, etwa durch die Bezeichnung gasdirektbeheizte Speicherwassererwärmer bzw. Vorratswasserheizer, da hierfür eine aufwändigere technische Ausrüstung erforderlich ist.
Ein Warmwasserspeicher, der das Trinkwasser nicht selbsttätig erwärmt, kann durch eine Warmwasserheizung aufgeheizt werden, wenn er eine zu diesem Zweck eingebaute Rohrwendel zur Wärmeübertragung besitzt oder ein externer Wärmeübertrager montiert wird und eine kleine Pumpe den Speicher "auflädt", indem sie das Trinkwasser durch den Wärmeübertrager zirkulieren lässt, während dieser zugleich von der Pumpe des Heizkreislaufs mit Heizungswasser beschickt wird. Ist eine eingebaute Rohrwendel vorhanden, so wird das Heizungswasser entweder durch ein Dreiwegeventil vom Heizkreislauf abgezweigt, oder eine zusätzliche Pumpe lässt das Heizungswasser bei Bedarf durch den Rohrwärmeübertrager zirkulieren.
Ein Heizkessel, in den eine Vorrichtung zur Beschickung des Speichers bereits integriert ist, wird auch als Umlaufwasserheizer bezeichnet. Umlaufwasserheizer mit integrierter Pumpe besitzen in der Regel ein als Umschaltventil bezeichnetes Magnetventil, welches bei Abkühlung des Warmwasserspeichers das im Kessel erhitzte Wasser in den Wärmetauscher des Speichers leitet. Der Heizkreis wird dann vorübergehend nicht durchströmt. Die Steuerung von Kesseln ohne integrierte Pumpe besitzt häufig die Möglichkeit zum Anschluss des Speicherfühlers und einen Ausgang zur Ansteuerung des Umschaltventils bzw. alternativ der Speicherladepumpe.
Der Ausdruck Boiler ist aus dem britischen Englisch entlehnt, wo boiler nicht nur die Kurzform für einen industriellen steam boiler (Dampfkessel) ist, in dem Wasser zum Kochen gebracht wird (to boil „kochen, sieden“), sondern auch für storage water heater oder hot water tank steht, dem Speichererhitzer im häuslichen Bereich, der unterhalb der Wassersiedetemperatur arbeitet.
Durchlauferhitzer speichern dagegen kein Warmwasser. Sie werden mitunter trotzdem als Boiler bezeichnet. Elektrische Klein-Durchlauferhitzer für Waschbecken können jedoch wegen der höheren Leistungsaufnahme für die kurzzeitige Erwärmung der Wassermengen im Altbau nicht ohne weiteres angeschlossen werden. Kleine Gasgeräte arbeiten meist nach diesem Prinzip, genauso wie Kombithermen, die nur einen kleinen, nicht isolierten Wasserspeicher haben.

### Kleinspeicher
Kleine elektrisch beheizte Warmwasserspeicher mit 5 bis 30 Litern Inhalt werden für die Warmwasserversorgung bei Spülbecken und Waschbecken oder zum Duschen eingesetzt, wenn eine zentrale Warmwasserversorgung nicht vorhanden ist oder sich der Anschluss an diese nicht lohnt. Dies kann der Fall sein, wenn die Wasserentnahmestelle weit abseits liegt oder selten oder unregelmäßig genutzt wird und es daher energetisch ungünstig erscheint oder bei länger andauernden niederen Temperaturen hygienisch problematisch ist (wg. möglicher Legionellen-Bildung). Ausführungen gibt es für Unter-Tisch- oder Über-Tisch-Montage, die Anschlussleistung beträgt meist 2.000 Watt. Es wird unterschieden in druckfeste oder drucklose Geräte, die Auslaufarmatur ist passend zu wählen. Kleine gasbetriebene Geräte gibt es auch für Wohnmobile und Campingwagen; bei heute üblichen Geräten meist mit einer Warmluft-Gebläseheizung kombiniert.

### Mittelgroße Speicher
Mittelgroße Warmwasserspeicher mit 50 bis 200 l werden oft für die Warmwasserversorgung einer Wohneinheit verwendet. Bei einer Aufheiztemperatur von 60–80 °C kann ein Speicher mit 80 l durch Zumischung von Kaltwasser für die Füllung einer Badewanne ausreichen. Bei ausreichender Dimensionierung genügt eine einmalige Aufheizung pro Tag. Dies kann mit Niedertarifstrom (Nachtstrom) relativ günstig geschehen. Es wird unterschieden in Ein-Kreis und Zwei-Kreis-Geräte; Zwei-Kreis-Geräte bieten eine Anschlussmöglichkeit für Niedertarifstrom. Ausgeführt sind sie für Wandmontage, als Standgeräte oder Liegespeicher. Seit einiger Zeit werden Flachspeicher mit geringer Bautiefe angeboten, welche die Form eines gestauchten Rohrrings haben. Die elektrische Anschlussleistung beträgt meist 2.000 bis 4.000 Watt. In dieser Größenordnung gibt es auch einige Modelle mit Gasbetrieb.

### Große Speicher
Speicher mit einigen hundert bis mehreren tausend Litern werden verwendet
- in größeren Mehrfamilienhäusern und gewerblich genutzten Gebäuden mit Erwärmung durch den zentralen Heizkessel
- in Gebäuden jeder Größe zur Speicherung zyklisch anfallender Solarwärme, entweder mit bivalenter Beheizung oder mit nachgeschalteten Durchlauferhitzern; alternativ Beheizung durch Nachtstrom oder durch zyklisch angeheizte Stückholzkessel
- in Niedrigenergie- und Passivhäusern zur Erwärmung durch Abluft-Wärmepumpen oder durch Wärmepumpen oder Blockheizkraftwerke mit geringer Leistung, die ansonsten zur (gelegentlichen) Beheizung des Gebäudes dienen
- Wassergefüllte Saisonalspeicher enthalten häufig deutlich mehr als zehn Kubikmeter Wasser. Zur Nutzung mit Solarthermie werden sie bevorzugt in Säulenform hergestellt und erstrecken sich über mehrere Geschosse.

## Beheizung
Kleine Warmwasserspeicher werden meist elektrisch beheizt, früher auch mit Gas; größere Speicher meist ebenfalls mit Strom oder Gas, sowie indirekt durch Heizungswasser (Heizeinsatz oder Doppelmantel), früher auch mit Festbrennstoffen (Badeofen). Neuere Modelle verfügen über weitere Heizeinsätze für die zusätzliche Beheizung durch Sonnenenergie oder andere Wärmequellen, z. B. eine Wärmepumpe.
Die Aufheiztemperatur des Speichers hängt von der verwendeten Energiequelle ab. Bei Temperaturen über der typischen Zapfhahntemperatur von 40 °C kann mit dem gleichen Speicherinhalt durch Zumischung von kaltem Wasser (im thermostatischen Mischventil für den Verbrühschutz oder in der Mischarmatur) länger handwarmes Wasser entnommen werden.
Je höher die Speichertemperatur, desto höher liegen auch die Verluste über Wärmeabstrahlung und -leitung des Speichers. Bei Temperaturen von dauerhaft unter 60 °C können sich gesundheitsgefährdende Legionellen vermehren, die vor allem durch fein versprühte Wassertropfen beim Duschen in die Lunge gelangen. So ist nach dem DVGW Arbeitsblatt W 551 vom April 2004 eine Temperatur von mindestens 60 °C bei Warmwassererzeugungsanlagen vorgesehen. Es gibt auch Legionellenschaltungen, bei denen einmal wöchentlich bis mehrmals täglich die Speichertemperatur kurzzeitig angehoben wird. Als zusätzliche Vorsichtsmaßnahme können aerosolarme Duschköpfe verwendet werden, die weniger Sprühnebel verursachen.
Im Unterschied zu Boilern verwenden reine Wärmespeicher (Warmwasserspeicher) Energie aus externen Wärmequellen. Es gibt auch kombinierte Systeme, die mit bivalenter Beheizung arbeiten, also einer externen Quelle und einem Elektro-Heizeinsatz. So gibt es beispielsweise bei Sonnenkollektoren trotz unzureichender Sonneneinstrahlung warmes Wasser oder wenn mehr Warmwasser verbraucht wird, als die Wärmepumpe leistet, es entfallen die Bereitschaftsverluste des Heizkessels außerhalb der Heizperiode und ein Holzkessel muss nicht extra angeheizt werden.

### Elektrisch beheizte Warmwasserspeicher
Bei elektrisch beheizten Warmwasserspeichern sind die Investitionskosten relativ gering, dafür die Betriebskosten höher. Bei Anlagen für einzelne Wohnungseinheiten entfällt eine aufwendige Kostenverteilung nach Verbrauch. Die Aufheiztemperatur liegt (zur Legionellenprävention) meist bei 60–82 °C, seltener bis 95 °C. Sie wird je nach benötigter Heißwassermenge meist fix eingestellt.

## Aufbau
Im elektrisch beheizten Warmwasserspeicher befindet sich ein elektrisches Heizelement. Es besteht aus einem Heizleiter (Widerstandsdraht) in einem schützenden, korrosionsbeständigen Metallrohr. Neben dem Heizelement befindet sich das Fühlrohr eines temperaturgesteuerten Schalters zur Temperaturregelung. Dessen Sollwert kann mit einem Drehknopf verstellt werden. Der Schalter ist meist ein elektromechanisches System, bei dem unterschiedliche Wärmeausdehnungskoeffizienten verschiedener Materialien (z. B. Glasstab in einem Metallrohr) zum Betätigen eines Sprungschalters genutzt werden. Oft wird auch eine Flüssigkeit verwendet, die über ein Kapillar-Rohr auf eine Membran wirkt. In der Nähe des Heizelementes befindet sich regelmäßig ein Sicherheitstemperaturwächter oder Sicherheitstemperaturbegrenzer, der bei Versagen des Reglers durch eine allpolige elektrische Trennung der Versorgungsspannung Überhitzung und Zerstörung vorbeugt.
Der Behälter wird heute meist aus emailliertem Stahlblech oder aus Edelstahl gefertigt. Zur Vermeidung von Korrosionsschäden durch Risse in der Emailleschicht werden stählerne Behälter in der Regel mit einer Schutzanode aus Magnesium oder einer Fremdstromanode ausgestattet. Auch Edelstahl sollte bei Risiko durch im Wasser befindliche unedlere Metallpartikel vor Korrosion durch Opferanoden geschützt werden. Edelstahl sollte bei sehr chloridhaltigem Wasser allerdings nicht verwendet werden. Traditionell wurden Wasserspeicher auch aus Kupfer oder verzinktem Stahlblech hergestellt. Drucklose Speicher werden heute auch aus temperaturbeständigen Kunststoffen gefertigt.
Das kalte Leitungswasser wird unten in das Gefäß eingeleitet; das heiße Wasser wird im oberen Bereich des Gefäßes entnommen. Das ist erforderlich, da sich das warme Wasser aufgrund seines geringeren spezifischen Gewichtes immer oben sammelt und dort entnommen werden kann. Die Rohre sind außen farblich (blau für den Zulauf und rot für den Ablauf) oder mit Pfeilen entsprechend gekennzeichnet.
Moderne Warmwasserspeicher verfügen fast immer über eine Wärmedämmung.
Es gibt zwei grundlegend verschiedene Warmwasserspeicher-Bauarten:

### Geschlossene oder druckfeste Warmwasserspeicher
Ein Warmwasserspeicher, der als Teil der druckführenden Wasserleitung installiert wird, muss als Druckbehälter konstruiert sein und hält in der Regel einem Druck von rund 10 bar stand. Ist auf dem Typenschild ein niedrigerer Druck angegeben, ist gegebenenfalls ein Druckminderer zu installieren. Um zu verhindern, dass heißes Wasser in die Versorgungsleitung zurückströmt, muss in der Zuleitung ein Rückschlagventil installiert werden. Zum Schutz vor Überdruck durch die Erwärmung und als Auslauf für das sich bei der Erwärmung ausdehnende Wasser muss daher in Fließrichtung hinter dem Rückschlagventil ein Sicherheitsventil angebracht sein, das bei Aufheizung des Speichers stetig tropft. Um nicht bei einem Rohrbruch in die Trinkwasserleitung zurückgesaugt werden zu können, soll das auslaufende Wasser eine Fallstrecke von mindestens 20 mm überwinden, bevor es in einem Geruchsverschluss aufgefangen und in die Abwasserleitung abgeleitet wird. Das Tropfen kann verhindert werden, wenn zusätzlich ein für Trinkwasser geeignetes Ausgleichsgefäß installiert wird.
Ein druckfester Warmwasserspeicher ist üblicherweise teurer als ein druckloser Speicher in ähnlicher Größe. Die Aufstellung erfolgt häufig im Bad, in der Nähe einer wandhängenden Kombitherme als Gruppenversorgung für mehrere Zapfstellen oder im Heizraum beim Heizkessel einer Zentralheizung.

### Offene oder drucklose Warmwasserspeicher (Niederdrucksystem)
Diese etwa i. d. R. bis 15 Liter fassenden Speicher versorgen eine einzige Zapfstelle (Einzelversorgung), denn die Absperrarmatur befindet sich in Fließrichtung vor dem Speicher. Um die Belastung des Speichers mit dem Leitungsdruck zu verhindern, darf der Auslauf hinter dem Speicher über keine weitere Absperrung verfügen. Gäbe es mehrere Ausläufe, würde aus ihnen also immer zugleich Wasser fließen.
Um den Absperrhahn für Kalt- und Warmwasser unmittelbar neben dem Auslauf platzieren zu können, werden heute meist spezielle Niederdruck-Mischbatterien verwendet, die über drei Anschlüsse verfügen.
Wird der Warmwasserhahn der Mischbatterie geöffnet, so strömt das zufließende kalte Wasser zunächst zum Warmwasserbehälter. Es wird in dessen Bodenbereich eingeleitet und verdrängt das im Behälter befindliche heiße Wasser nach oben (= drucklose Verdrängung) von wo aus es zum offenen Auslauf der Mischbatterie geleitet wird. Drucklose Speicher dürfen nicht mit gewöhnlichen Armaturen (druckfest) mit zwei Anschlüssen verwendet werden, da der Speicher in diesem Fall unter Druck gesetzt wird und beim Erhitzen durch die Wasserausdehnung platzen würde.
Es gibt drucklose Warmwasserspeicher für die Montage oberhalb oder unterhalb der Entnahmestelle (Mischbatterie). Sie werden als Oberbau- und Unterbauwarmwasserbereiter bezeichnet. Drucklose Warmwasserbereiter sind relativ einfach aufgebaut und preiswert, da sie nicht dem Wasserdruck der Wasserleitung (bis ca. 10 bar) widerstehen müssen.
Da sich zwischen Warmwasserbereiter und Auslauf kein Absperrventil befinden darf, kann das sich beim Erwärmen ausdehnende Wasser frei über den Auslauf abtropfen. Ein tropfender Wasserhahn während der Aufheizphase des Wasserspeichers bedeutet also nicht, dass eine Undichtigkeit vorliegt.
Besondere Bauarten von drucklosen Speichern verfügen über ein kleines Ausdehnungsgefäß, das die Volumenvergrößerung des enthaltenen Wassers aufnimmt, um das Tropfen zu vermeiden.
Zugleich werden so Rost- und Kalkstreifen im Spülbecken vermieden, die nach längerer Zeit durch eine Fällungsreaktion des Luftsauerstoffs mit dem im Warmwasser gelösten Eisen und Mangan entstehen.
Kalkablagerungen entstehen hauptsächlich bei kohlensäurehaltigem Wasser.
Calciumhydrogencarbonat → Wasser + Kohlendioxid + Calciumcarbonat
Ca(HCO3)2 (Kalk; in Wasser gelöst) → H2O + CO2 (entweicht) + CaCO3 (Kesselstein)
In drucklosen Warmwasserbereitern sammelt sich das Kohlendioxid oben im Behälter und führt nach längerer Nichtbenutzung zum Entweichen von Gas bei der ersten Warmwasserentnahme.

## Bestandteile

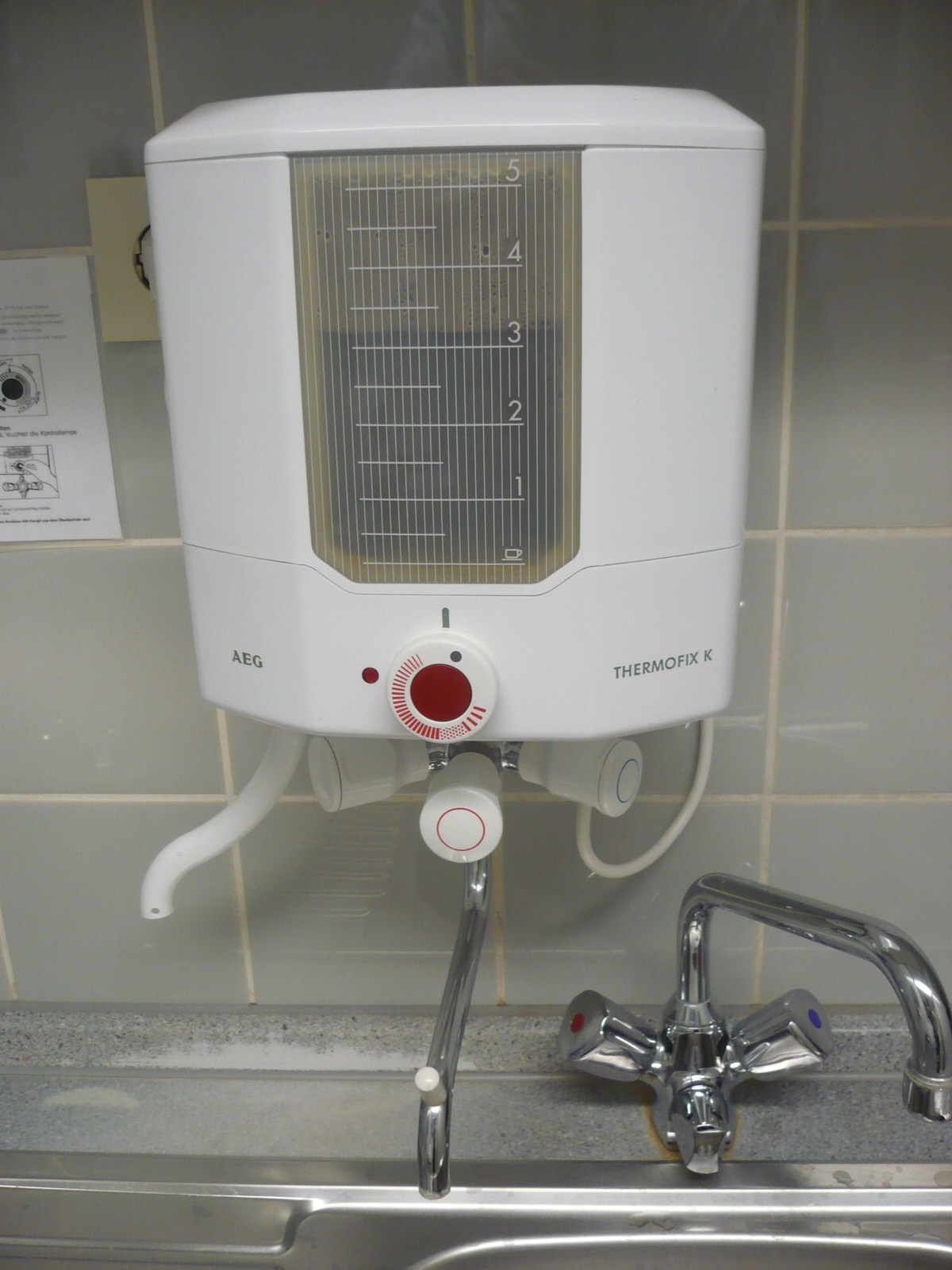
Kochendwassergerät

Warmwasserspeicher enthalten in der Regel eine Tauchhülse, d. h. ein einseitig verschlossenes Röhrchen, das in das Innere des Speichers hineinragt und zur Aufnahme eines Thermometers zur direkten Temperaturanzeige dient. Extern beheizte Speicher besitzen oft eine weitere Tauchhülse zur Aufnahme des Speichertemperaturfühlers, also des Temperatur-Sensors, der die Regelung über die aktuelle Speichertemperatur informiert und auch als Reglertauchhülse bezeichnet wird.

## Kochend-Wasser-Gerät (Boiler)
Eine Sonderform des drucklosen Systems stellt das Kochend-Wasser-Gerät dar. Es ist nicht dafür gedacht, Wasser über längere Zeit warmzuhalten, sondern für den diskontinuierlichen Betrieb, bei dem es erst kurz vor Gebrauch mit Wasser gefüllt wird und dieses erhitzt. Daher ist es nicht gegen Wärmeverluste isoliert und gilt nicht als Speicher. Vorteilhaft ist, dass nur die jeweils benötigte Wassermenge erhitzt und damit Energie gespart wird. Zudem lässt sich das Wasser bis zum Kochen erhitzen und kann unmittelbar zur Bereitung von Tee oder Kaffee genutzt werden. Der Umstand, dass erst dann erhitztes Wasser entnommen werden kann, wenn zuvor eine manuelle Befüllung erfolgte und das Aufheizen abgewartet wurde, verkompliziert die Bedienung. Die umständliche Bedienung führt in der Regel dazu, dass weniger warmes und dafür mehr kaltes Wasser gezapft wird, wodurch sich der Energieverbrauch weiter verringert.
Kochendwassergeräte sind für eine Übertischmontage bestimmt. Sie werden häufig in Altbauten eingesetzt, wo der Wasseranschluss sich in der Wand oberhalb des Spülbeckens befindet.

## Effizienz
Elektrisch betriebene Warmwasserspeicher nutzen bei der Erwärmung nahezu 100 % der elektrischen Leistung aus. Verluste entstehen durch den Wärmeübergang, durch die thermische Wärmedämmung, sowie bei Untertischgeräten mit aufsteigend verlegten Leitungen auch durch die sich innerhalb des Rohrs des Warmwasseranschlusses ausbildende Zirkulation.
Bei der Beurteilung der Effizienz von elektrisch beheizten Warmwasserboilern muss berücksichtigt werden, dass verschiedene Kraftwerkstypen sehr unterschiedliche Kohlendioxid-Emissionen und Wirkungsgrade bei der Stromerzeugung aufweisen. Bei im Verhältnis zum Wasserverbrauch zu groß dimensioniertem Speicher lässt sich der Energieverbrauch durch Reduzierung der Speichertemperatur senken, da dadurch die sogenannten Bereitschafts-Wärmeverluste über die Wärmedämmung des Speichers stark sinken.
Aus hygienischen Gründen scheidet eine unter 60 °C reduzierte Betriebstemperatur zur Energieeinsparung jedoch meistens aus, da sich Mikroorganismen wie insbesondere Legionellen bei tieferen Temperaturen schnell vermehren können.
Die Warmwassererzeugung mittels  Elektroenergie ist um ein Vielfaches teurer als bei anderen Verfahren (Wärmepumpe, Biomasse, Öl, Gas, Fernwärme). Daher eignen sich elektrische Direkt-Warmwasserbereiter nur, wenn Installationskosten und Wärmeverluste der dezentral angebrachten Kleinspeicher deutlich geringer sind, als bei zentraler Warmwasserbereitung mit langen Leitungswegen oder wenn regenerative Energiequellen wie Wind, Biomasse oder Photovoltaik genutzt werden können.
Bei seltener Benutzung, aber dauernder Bereitschaft sind die Wärmeverluste erheblich; sie betragen je nach Qualität, Temperatur und Baugröße ca. 10–110 Watt und entsprechen der zum Aufrechterhalten der Temperatur erforderlichen mittleren elektrischen Leistung. Die EU-Labelauszeichnung informiert Verbraucher über die Klasseneinstufung und Warmhalteverluste. Die Stromkosten bei Dauerbetrieb liegen somit zwischen typischen Standby-Leistungen anderer Verbraucher und denjenigen eines Kühlgerätes. Es ist durchaus lohnend, selten genutzte Warmwasserspeicher bei Nichtbenutzung (Feierabend, Urlaub etc.) abzuschalten, den Temperatursollwert zu reduzieren (sofern bakteriologisch unproblematisch) oder auch bei seltener, aber zeitlich bestimmbarer, wiederholender Nutzung durch eine Zeitschaltuhr zu schalten. Allerdings ist dabei auf eine mögliche Frostgefahr zu achten.
Durch die im Betrieb entstehende Ablagerung von Kalk reduziert sich die Leistungsfähigkeit der Boiler (Erwärmungszeit). Der Wärmeübergang vom Heizmedium zum Warmwasser wird durch den Kalk verzögert und kann bei übermäßiger Verkalkung zum Defekt des Heizstabs führen. Regelmäßiges Entkalken erhält die systemeigene Wassererwärmungsgeschwindigkeit.

### Wärme-Schichtung innerhalb des Speichers
Der Wirkungsgrad von Solarkollektoren steigt insbesondere in der kälteren Jahreszeit an, wenn die Temperatur des im Solarkreislauf zugeführten Wassers abgesenkt wird, da die Verluste durch Wärmeleitung und -abstrahlung deutlich sinken.
Auch die Effizienz von Brennwert-Heizkesseln kann durch Absenkung der Rücklauf-Temperatur des Heizkreislaufs um einige Prozent gesteigert werden.
Wärmeenergie wird dem Warmwasserspeicher in der Regel über das Transportmedium von oben her zugeführt. Auf dem Weg durch den Speicher kühlt das Medium ab und verlässt den Speicher an einer tieferliegenden Stelle. Bei heutigen Speichern wird darauf geachtet, dass das einströmende Medium nicht zu einer Durchmischung des Speicherinhalts durch Bildung von großräumigen Wirbeln führt, damit sich eine möglichst große Differenz der Wassertemperatur im oberen Bereich des Speichers gegenüber dem unteren Bereich einstellen kann.
Speicher, die mit dem Ziel der Ausbildung einer möglichst großen Temperaturdifferenz innerhalb der Wassersäule konstruiert wurden, werden als Schichtenspeicher bezeichnet. Im oberen Bereich dieser Speicher steht eine Schicht erwärmten Wassers zur Warmwasserbereitung oder Gebäudeheizung zur Verfügung, während das kältere Wasser im unteren Bereich dem Wärmeerzeuger zugeführt wird.
Die meisten Warmwasserspeicher werden heute mit Einströmdämpfern ausgestattet, die eine Verwirbelung des Speicherinhalts durch zuströmendes Wasser verhindern.
Bei Schichtenspeichern werden diese Dämpfer oft als Einschichtsäule ausgebildet, die in der Regel aus einem oben und unten offenen sowie am Umfang perforierten Rohr besteht, das senkrecht innerhalb des Speichers montiert wird. Das einströmende Wasser wird zunächst in dieses Rohr geleitet, dessen Durchmesser so groß gewählt wird, dass sich die Fließgeschwindigkeit des Wasserstroms stark verringert. Ist das zuströmende Wasser heißer als der Speicherinhalt im oberen Bereich, so wird es das Rohr nach oben hin verlassen. Liegt die Temperatur unterhalb der höchsten im Speicher vorliegenden Wassertemperatur, so wird das zuströmende Wasser innerhalb des Rohrs zu dem Bereich herabsinken, an dem seine temperaturbedingte Dichte derjenigen des umgebenden Speicherinhalts entspricht und an dieser Stelle durch die Öffnungen an der Rohrwandung ausströmen. Da es hierbei an mehreren Stellen zugleich austritt, liegt die Fließgeschwindigkeit niedrig genug, um eine Verwirbelung des Speicherinhalts zu vermeiden.

## Dimensionierung
Zur Dimensionierung von Wärmeerzeugern und Speichern sind (z. B. für Ein- und Mehrfamilienhäuser) die Normen DIN 4708 und DIN EN 12831 zu beachten.

## Installation
Bei allen dauerhaft unter Druck stehenden Speichern sind im Kaltwasserzulauf zunächst ein Rückschlagventil und darauf folgend ein Sicherheitsventil (Überdruckventil) zu installieren.
Das Rückschlagventil verhindert, dass sich bei Erwärmung ausdehnendes Wasser zurück in die Kaltwasserleitung gedrückt werden kann.
Bei Erwärmung des Speicherinhalts erhöht sich daher der innere Druck, bis das Sicherheitsventil öffnet und solange Wasser austreten lässt, bis die Erwärmung beendet ist.
Sofern der Wasseraustritt nicht erwünscht ist, kann zwischen Rückschlagventil und Speicher ein Membran-Ausdehnungsgefäss installiert werden, welches das sich ausdehnende Wasser aufnimmt und beim Absinken des Wasserdrucks wieder frei gibt.
Es wird kontrovers diskutiert, ob die Installation eines Ausdehnungsgefässes am Warmwasserspeicher in jedem Fall sinnvoll ist.
Häufig wird empfohlen, einen Wasseraustritt von bis zu mehreren Litern pro Tag hinzunehmen, da die Kosten für Installation und Wartung des Ausdehnungsgefässes höher sind, als die Kosten für das verlorene Trinkwasser (einschließlich Abwassergebühren). Ein Ausdehnungsgefäß wäre dementsprechend nur dann sinnvoll, wenn es keine bauliche Möglichkeit gibt, austretendes Wasser in die Kanalisation abzuleiten oder versickern zu lassen.
Die eingesetzten Sicherheitsventile begrenzen den bei der Erwärmung auftretenden Druck typischerweise auf entweder 6, 8 oder 10 bar. Wird kein Ausdehnungsgefäß eingesetzt, so wird dieser Druck in der Regel bei jedem Aufheizen des Wasserspeichers erreicht. Zu beachten ist, das insbesondere der höhere Druck von 8 und 10 bar die Lebensdauer von Flexschläuchen reduzieren kann, die häufig zum Anschluss von Mischbatterien an die Warmwasserleitung eingesetzt werden. Diese Verbindungsstellen sollten stattdessen vorzugsweise mit biegsamem Kupferrohr ausgeführt werden.

### Anschluss
Untertischgeräte und Wandhängende Geräte werden häufig mit 1/2" Außengewinde-Anschlüssen ausgeliefert, an welchen die flexiblen Anschlussleitungen von Wasserarmaturen direkt angeschlossen werden können. Stehende Speicher haben häufig 3/4"-Anschlüsse.
Warmwasserbereiter bis zu mehreren hundert Litern Volumen besitzen oft 1" Außengewinde zum Anschluss von Kalt- und Warmwasser sowie für den Heiz- und gegebenenfalls Solarkreis. Anschlüsse für Zirkulationsleitung sowie Temperatur- und Speicherfühler werden oft als 1/2" Gewindeverbindung ausgeführt.
Um den Speicher auf einfache Weise gegen ein anderes Modell austauschen oder die Anlage umbauen zu können, wird der Anschluss auch bei größeren Modellen oft mit flexiblen Leitungen vorgenommen. Zum Anschluss von Solar- und Heizkreis wird meist Edelstahl-Wellschlauch verwendet, der auf einfache Weise abzulängen und mit Überwurfmuttern und flachen Dichtringen anzuschließen ist.
Da in der Trinkwasserleitung ein Druck von bis zu 10 bar auftreten kann, werden hier vorzugsweise druckfeste Stahlflexleitungen eingesetzt, deren innerer Schlauch einer Zulassung für Trinkwasser bedarf. Stahlflexleitungen eignen sich auch zum Anschluss des Heizkreises, wenn das Schlauchmaterial sauerstoffdicht ist. Im Solarkreis muss es gegebenenfalls zusätzlich gegen das eingesetzte Gefrierschutzmittel beständig sein. Stahlflexleitungen werden in der Regel mit verpressen Anschlüssen und in bestimmten Längen vorkonfektioniert angeboten.